# IPhone 11 Pro
El iPhone 11 Pro y el iPhone 11 Pro Max son teléfonos inteligentes de gama alta producidos por Apple, Inc. Se presentaron el 10 de septiembre de 2019 como sucesores buque insignia del iPhone Xs, y el iPhone 11 como el sucesor del iPhone XR. El modelo se construye con el nuevo chip Apple A13 Bionic de Apple y un nuevo conjunto de cámaras de triple lente. El iPhone 11 es el primero en presentar una designación "profesional". El teléfono también es el primero que viene con un cargador de 18W y un cable Lightning a USB-C que permite la conexión con computadoras Mac y PC compatibles.

## Problemas conocidos
Un test de radiación independiente encontró que el iPhone 11 Pro emite el doble de la radiación recomendada para un uso seguro.